# 愛的過去進行式：真愛永遠
《愛的過去進行式：真愛永遠》（英語：To All the Boys: Always and Forever）是一部2021年美國青少年浪漫喜劇電影，由Michael Fimognari執導，由拉娜·康多和諾亞·森迪尼奧主演。這部電影改編自珍妮·韓2017年的小說《Always and Forever, Lara Jean》，是《愛的過去進行式：P.S.我仍愛你》 （2020年）的續集，也是《愛的過去進行式》系列電影的第三部也是最後一部，它於2021年2月12日由Netflix發行。

## 劇情概要
勞拉·珍（Lara Jean）和她的家人凱蒂（Kitty）、瑪歌（Margot）她的父親丹和她的鄰居翠娜（Trina Rothschild）一起去首爾過春假。她通過尋找母親留在橋上以紀念她對丹的愛的鎖重新與母親的記憶聯繫起來，終於讀到了她附在鎖上的信息，上面寫著“我的餘生”（For the rest of my life）。回到家後，她向男友彼得·卡文斯基（Peter Kavinsky）提到，他們兩人第一次相遇從未有過Meet cute（甜蜜的相遇過程），彼得難以置信，因為他清楚地記得他們的第一次見面。她緊張地等待著史丹佛大學的申請結果，這樣她就可以和彼得一起上大學。隨著丹與翠娜關係變得更加認真，全家人開始計劃他們即將舉行的婚禮，勞拉·珍未被史丹佛大學錄取時感到失望，但她被伯克利加州大學和紐約大學錄取。
由于住在離彼得更近的地方，勞拉·珍最初傾向於伯克利加州大學，但在一次學校旅行中她愛上了紐約市並決定選擇紐約大學。她向彼得解釋了她的決定，但彼得對她的決定很失望，彼得于是決定在舞會之夜與她分手，因為他認為這是一段不可避免分手的遠距離關係。彼得尊重勞拉·珍的意願，沒有參加丹和翠娜的婚禮；他還與他以前離開他的父親一起吃飯，儘管他離開了多年，但他還是選擇嘗試重新建立聯繫。婚禮慶祝活動結束後，凱蒂與彼得密謀在婚禮帳篷下安排他和勞拉·珍會面。勞拉·珍在她的畢業紀念冊中發現了彼得對她寫的情書，其中包含他在六年級時第一次見面的描述，以及一份儘管史丹佛大學和紐約大學相距3,000英里（4,800公里）但始終相愛的擬議合同。彼得走進來請她簽字，她欣然同意。影片以勞拉·珍反思自己想要與彼得所擁有的東西結束，而不管電影怎麼說，以及關於遠距離的刻板印像如何。她仍然樂觀地認為，距離將為他們提供繼續為彼此寫情書的機會。

## 演員

### 主要演員
| 演員                                      | 角色                                         | 備註                                                                    |
| ----------------------------------------- | -------------------------------------------- | ----------------------------------------------------------------------- |
| 拉娜·康多 Lana Condor                     | 勞拉·珍·科維 Lara Jean Covey                 | 一名艾德勒高中的學生，彼得的女朋友。                                    |
| 諾亞·森迪尼奧 Noah Centineo               | 彼得·卡文斯基 Peter Kavinsky                 | 勞拉·珍的男朋友，也是一名受歡迎的曲棍球運動員。                         |
| 賈娜爾·帕里希 Israel Broussard            | 瑪歌·科維 Margot Covey                       | 勞拉·珍成熟負責的姐姐，在蘇格蘭上大學。                                 |
| 安娜·卡思卡特 Anna Cathcart               | 凱蒂·科維 Kitty Covey                        | 勞拉·珍的頑皮妹妹，她幫助她和彼得走到了一起。                           |
| 羅斯·巴特勒 Ross Butler                   | 崔佛·派克 Trevor                             | 彼得和勞拉·珍的好朋友和克莉絲的男朋友。                                 |
| 特雷佐·馬霍洛 Trezzo Mahoro               | 盧卡斯·詹姆斯 Lucas                          | 勞拉·珍的同性戀和和藹可親的朋友，也是她以前的愛人之一。                 |
| 瑪德琳·亞瑟 Madeleine Arthur              | 克莉絲汀·多納堤（克莉絲） Christine（Chris） | 珍的表妹和勞拉·珍的好朋友。克莉絲汀·多納堤，自稱克莉絲（Chris）。       |
| 艾米莉亞·巴朗尼克 Emilija Baranac         | 珍妮·薇米契（珍） Gen                        | 一個漂亮且受歡迎的女孩，是彼得的前任和勞拉·珍最好的朋友變成了競爭對手。 |
| 約翰·科貝特 John Corbett                  | 科維醫生/丹·科維 Dr. Covey/Dan Covey         | 勞拉·珍善良且有點保護的父親。                                           |
| 莎拉優·拉奧 Sarayu Rao                    | 翠娜·羅斯柴爾德 Trina Rothschild             | 科維的友好鄰居，與勞拉·珍的父親發展了一段萌芽的戀情。                   |
| 凱西·馬韋馬 Kelcey Mawema                 | 愛蜜莉 Emily                                 | 珍的朋友。                                                              |
| 蘇菲亞・布萊克・狄艾莉 Sofia Black-D'Elia | 海瑟 Heather                                 | 紐約大學大四學生。                                                      |
| 亨利·托馬斯 Henry Thomas                  | 卡文斯基 Mr.Kavinsky                         | 彼得的父親。                                                            |
| 玉田百名 Momona Tamada                    | 小時候的勞拉·珍·科維 young Lara Jean         | 小時候的勞拉·珍·科維。                                                  |

## 製作
製片人在製作《愛的過去進行式：P.S.我仍愛你》的期間也開始一起製作了《愛的過去進行式：真愛永遠》，聘請了凱蒂·洛夫喬伊（Katie Lovejoy）為珍妮·韓的第三部小說編寫劇本，由邁克爾·菲莫格納里執導拍攝。主體拍攝於2019年7月15日在不列顛哥倫比亞省溫哥華開始，即為《愛的過去進行式：P.S.我仍愛你》製作完成後的兩個月，直到2019年8月才宣布正式製作。

## 發行
這部電影於2021年2月12日在Netflix上映。它是首映週末收視率最高的影片，在第二個週末排名第四。Netflix報告稱，第一季有5100萬家庭觀看了這部電影。

## 音樂
這部電影的配樂名為《愛的過去進行式：真愛永遠（Music from the Netflix Film）》，由Capitol唱片於2021年2月12日以數位方式發行。

## 評價
評論聚合網站爛番茄報導稱，61位評論家中有79%的人給了這部電影正面評價，平均評分為6.5/10。該網站的評論家一致認為，“這部三部曲的回報率正在下降，但《愛的過去進行式：真愛永遠》只是原作的泡騰魅力，足以作為一個有價值的結論。”根據Metacritic對17位影評人的抽樣調查，加權平均得分為65分（滿分100分），這部電影獲得了“普遍好評”。

## 外部連結
- 互联网电影数据库（IMDb）上《愛的過去進行式：真愛永遠》的资料（英文）
- 在Netflix上觀看《愛的過去進行式：真愛永遠》